# Dijagnostika
Dijagnostika (dijagnoza, διαγνοσισ, grč.) postupak je kojim se definira bolest ili patološko stanje, odnosno proces koji vodi do dijagnoze bolesti. U tom procesu liječnik se rukovodi simptomima i znakovima bolesti. 
Pod simptomima se podrazumijevaju tegobe koje sam bolesnik primjećuje, dok znakove bolesti liječnik uočava na pacijentu. Radi se i u sklopu sistematskih pregleda. Medicinska dijagnoza postupak je utvrđivanja koja bolest ili stanje objašnjava simptome i znakove osobe. Najčešće se naziva dijagnoza s implicitnim medicinskim kontekstom.
Proces dijagnostike sastoji se od:

- anamneze,

- fizikalnog pregleda i

- ostalih dijagnostičkih metoda.

## Anamneza
Anamneza (grč. mnesis – sjećanje) ciljani je razgovor, kojim liječnik iz pacijentovog iskaza saznaje ono što je bitno za postavljanje dijagnoze. 
Anamneza se sastoji iz:
- Anamnesis morbi (lat. morbus – bolest) - zapažanja samog pacijenta od trenutka kada je bolest počela da ga muči do trenutka pregleda;

- Anamnesis familliae (obiteljska povijest bolesti) bolesti od kojih su bolovali članovi obitelji bolesnika

- Anamnesis vitae (lat. vita - život) - sjećanje na druge bolesti od kojih je bolesnik bolovao ili eventualno još boluje u životu.

Nekada zbog prirode bolesti nije moguća komunikacija s bolesnikom (nesvijest, malodobnost, duševne bolesti, itd.), pa se anamneza uzima od treće osobe (rodbina, staratelj) i tako uzeta anamneza zove se heteroanamneza (grč. heteros}} - drugi).

## Fizikalni pregled
Fizikalni je pregled prikupljanje informacija o stanju zdravlja bolesnika čulima liječnika. Prilikom fizikalnog pregleda rabe se samo najosnovniji medicinski instrumenti: fonendoskop, manometar, neurološki čekić, stetoskop, povećalo itd.
Načini fizikalnog pregleda su:
- inspekcija - pregled gledanjem;

- auskultacija – slušanje, osluškivanje;

- perkusija - lupkanje. Lupkanjem određenih dijelova tijela bolesnika proizvode se različiti zvukovi ili pokreti tijela na osnovu kojih se donosi određeni zaključak;

- palpacija - pipanje.

Ovo su osnovne metode. Postoji čitava paleta kombiniranih metoda i „trikova“ zbog kojih, i pored napredovanja znanosti i tehnike, fizikalni pregled liječnika i dalje čini osnovnu dijagnostičku metodu. Iako se u literaturi ne navodi kao posebna metoda, čulo mirisa itekako je važno u postavljanju dijagnoze. Neki liječnici smatraju da je intuicija poseban oblik mišljenja koji se stiče iskustvom i koji dovodi do dijagnoze bez jasnog uzročno- posljedičnog niza u misaonom procesu.

## Ostale dijagnostičke metode
Ostale dijagnostičke metode počinju dobivati na značaju u 20. stoljeću, naglim razvojem kemije, fizike i tehničkih nauka, i danas predstavljaju neodvojivi dio procesa dijagnostike većine bolesti i patoloških stanja. Primjeri:
- biokemijske analize (npr. laboratorijska pretraga krvi)

- histopatološka dijagnostika

- mikrobiološka dijagnostika

- genetička dijagnostika

- rendgenska dijagnostika

- primjena radioizotopa

- nuklearna magnetska rezonancija

- elektrokardiografija, elektroencefalografija, elektromiografija

- endoskopija i sl.

|  | Molimo pročitajte upozorenje o korištenju medicinskih informacija. Ne provodite liječenje bez savjetovanja s liječnikom! |